# Cephalopterinae
Cephalopterinae es una subfamilia de aves paseriformes perteneciente a la familia Cotingidae, que agrupa siete especies, en cinco géneros, nativas de América del Sur y Central, que habitan ambientes selváticos húmedos, principalmente amazónicos, andinos y de la mata atlántica.

## Taxonomía
Dando continuidad a trabajos anteriores, como Tello et al. (2009) y de Ohlson et al. (2013), Berv & Prum (2014) produjeron una extensa filogenia para la familia Cotingidae reflejando muchas de las divisiones anteriores e incluyendo nuevas relaciones entre los taxones, donde se propone el reconocimiento de cinco subfamilias: la presente, Pipreolinae, Phytotominae, Rupicolinae y Cotinginae.
El Comité de Clasificación de Sudamérica (SACC) aguarda propuestas para modificar la secuencia linear de los géneros y reconocer las subfamilias. El Comité Brasileño de Registros Ornitológicos (CBRO), en la Lista de las aves de Brasil - 2015 ya adopta esta clasificación.
Los datos genéticos de Berv & Prum (2014) encontraron que las cinco especies en los géneros Pyroderus, Perissocephalus y Cephalopterus son todas parientes muy cercanas, con diferencias genéticas de apenas 3%-6%, lo que justificaría su inclusión en un único género, para el cual este último tendría prioridad. Sin embargo, los autores prefieren aguardar nuevos datos.

## Géneros
De acuerdo a Berv & Prum (2014), esta subfamilia agrupa los siguientes géneros:
- Haematoderus
- Querula
- Pyroderus
- Cephalopterus
- Perissocephalus